# North Burlingham
North Burlingham – wieś w Anglii, w Norfolk. North Burlingham jest wspomniana w Domesday Book (1086) jako Berlingaham/Berlingheham/Berlungeham.